# Langrickenbach
Langrickenbach är en ort och kommun i distriktet Kreuzlingen i kantonen Thurgau, Schweiz. Kommunen har 1 476 invånare (2023).